# Mistrzostwa Świata w Hokeju na Lodzie 2023 (IV Dywizja)
Mistrzostwa Świata w Hokeju na Lodzie IV Dywizji 2023 rozegrane zostały w dniach 23–26 marca.
Do mistrzostw IV Dywizji przystąpiły 4 zespoły, które swoje mecze rozgrywały w stolicy Mongolii Ułan Bator. Reprezentacje rywalizowały systemem każdy z każdym.
Hala, w których zorganizowano zawody:
- Steppe Arena w Ułan Bator

Do mistrzostw świata III dywizji grupy B w 2024 z Dywizji IV awansowała najlepsza reprezentacja.
| 23 marca 2023 | Filipiny | 14:0 | Indonezja | Steppe Arena, Ułan Bator |

| Szczegóły      | Szczegóły | Szczegóły       | Szczegóły   | Szczegóły                                                                                   |
| -------------- | --- | --------------- | ----------- | ------------------------------------------------------------------------------------------- |
| Godzina: 14:00 | K. Sze (EQ) 00:21 M. Billones (EQ) 04:29 K. Sze (EQ) 14:03 M. Billones (EQ) 15:00 C. M. Montano (EQ) 20:42 C. M. Montano (PP) 23:41 J. S. Füglister (EQ) 25:33 M. Billones (EQ) 25:40 K. Sze (PP) 29:41 C. M. Montano (EQ) 36:49 P. D. Abis (EQ) 42:45 C. A. Tigaronita (PP) 57:38 E. J. Sibug (EQ) 57:51 L. R. I. Lancero (EQ) 58:53 | (4:0, 6:0, 4:0) |             | Widzów: 700 Sędzia główny: Turo Virta Sędziowie liniowi: Matjaž Hribar Huang Qiwei Benjamin |
| Godzina: 14:00 | 2 min. kar |                 | 29 min. kar | Widzów: 700 Sędzia główny: Turo Virta Sędziowie liniowi: Matjaž Hribar Huang Qiwei Benjamin |

| 23 marca 2023 | Kuwejt | 0:8 | Mongolia | Steppe Arena, Ułan Bator |

| Szczegóły      | Szczegóły  | Szczegóły       | Szczegóły | Szczegóły                                                                             |
| -------------- | ---------- | --------------- | --- | ------------------------------------------------------------------------------------- |
| Godzina: 18:00 |            | (0:4, 0:0, 0:4) | 05:52 (PP) B. Jargalsajchhan 06:01 (EQ) M. Namjil 16:04 (EQ) C. Mishigsuren 19:35 (EQ) T. Baatarkhuu 43:58 (EQ) B. Boldbaatar 45:43 (EQ) E. Batbaatar 46:52 (EQ) C. Mishigsuren 50:28 (SH) C. Mishigsuren | Widzów: 3075 Sędzia główny: Manuel Nikolic Sędziowie liniowi: Tomáš Brejcha Edmond Ng |
| Godzina: 18:00 | 8 min. kar |                 | 8 min. kar | Widzów: 3075 Sędzia główny: Manuel Nikolic Sędziowie liniowi: Tomáš Brejcha Edmond Ng |

| 25 marca 2023 | Indonezja | 2:4 | Kuwejt | Steppe Arena, Ułan Bator |

| Szczegóły      | Szczegóły                                       | Szczegóły       | Szczegóły                                                                                  | Szczegóły                                                                                     |
| -------------- | ----------------------------------------------- | --------------- | ------------------------------------------------------------------------------------------ | --------------------------------------------------------------------------------------------- |
| Godzina: 14:00 | A. Jordan (EQ) 17:56 D. A. Bagaskara (EQ) 30:32 | (1:0, 1:1, 0:3) | 36:41 (EQ) A. Al-Zidan 41:33 (PP) H. Al-Ajmi 45:41 (SH) A. Al-Sarraf 58:08 (EQ) A. Al-Ajmi | Widzów: 375 Sędzia główny: Kenji Kosaka Sędziowie liniowi: Tomáš Brejcha Huang Qiwei Benjamin |
| Godzina: 14:00 | 6 min. kar                                      |                 | 10 min. kar                                                                                | Widzów: 375 Sędzia główny: Kenji Kosaka Sędziowie liniowi: Tomáš Brejcha Huang Qiwei Benjamin |

| 25 marca 2022 | Filipiny | 7:6 pd. | Mongolia | Steppe Arena, Ułan Bator |

| Szczegóły      | Szczegóły | Szczegóły            | Szczegóły | Szczegóły                                                                         |
| -------------- | --- | -------------------- | --- | --------------------------------------------------------------------------------- |
| Godzina: 18:00 | K. Sze (EQ) 02:52 J. A. Regencia (EQ) 10:55 K. Sze (PP) 11:39 M. S. Miller (EQ) 44:18 J. A. Regencia (PP) 48:43 E. J. Sibug (PP) 50:29 E. J. Sibug (EQ) 61:12 | (3:0, 0:3, 3:3, 1:0) | 25:23 (EQ) C. Mishigsuren 30:06 (EQ) E. Erdenejav 30:54 (EQ) M. Namjil 47:08 (PP) G. Ider 51:40 (EQ) M. Enkhtur 52:43 (EQ) L. Davaanyam | Widzów: 3267 Sędzia główny: Turo Virta Sędziowie liniowi: Matjaž Hribar Edmond Ng |
| Godzina: 18:00 | 22 min. kar |                      | 14 min. kar | Widzów: 3267 Sędzia główny: Turo Virta Sędziowie liniowi: Matjaž Hribar Edmond Ng |

| 26 marca 2023 | Kuwejt | 0:14 | Filipiny | Steppe Arena, Ułan Bator |

| Szczegóły      | Szczegóły   | Szczegóły       | Szczegóły | Szczegóły                                                                          |
| -------------- | ----------- | --------------- | --- | ---------------------------------------------------------------------------------- |
| Godzina: 14:00 |             | (0:1, 0:4, 0:9) | 02:41 (EQ) K. Sze 22:36 (PP) C. M. Montano 25:09 (PP) C. M. Montano 39:04 (EQ) M. S. Miller 39:50 (EQ) J. Crisostomo 42:27 (EQ) M. Billones 43:56 (EQ) J. S. Füglister 44:41 (EQ) J. A. Regencia 45:37 (EQ) M. Billones 50:42 (PP) C. M. Montano 53:35 (EQ) J. S. Füglister 54:11 (EQ) L. R. I. Lancero 55:07 (EQ) C. A. Tigaronita 56:06 (EQ) M. A. Relampagos | Widzów: 803 Sędzia główny: Kenji Kosaka Sędziowie liniowi: Matjaž Hribar Edmond Ng |
| Godzina: 14:00 | 16 min. kar |                 | 10 min. kar | Widzów: 803 Sędzia główny: Kenji Kosaka Sędziowie liniowi: Matjaž Hribar Edmond Ng |

| 26 marca 2023 | Mongolia | 5:1 | Indonezja | Steppe Arena, Ułan Bator |

| Szczegóły      | Szczegóły | Szczegóły       | Szczegóły                | Szczegóły                                                                                        |
| -------------- | --- | --------------- | ------------------------ | ------------------------------------------------------------------------------------------------ |
| Godzina: 18:00 | G. Ider (PP) 03:24 E. Bold (EQ) 14:59 E. Batbaatar (EQ) 15:18 B. Lkhagvasuren (EQ) 51:32 B. Lkhagvasuren (EQ) 52:00 | (3:0, 0:0, 2:1) | 43:14 (EQ) F. Z. Synarso | Widzów: 2843 Sędzia główny: Manuel Nikolic Sędziowie liniowi: Tomáš Brejcha Huang Qiwei Benjamin |
| Godzina: 18:00 | 10 min. kar |                 | 6 min. kar               | Widzów: 2843 Sędzia główny: Manuel Nikolic Sędziowie liniowi: Tomáš Brejcha Huang Qiwei Benjamin |

Tabela
| Lp. | Zespół    | M | Pkt | Z | Zd | Pd | P | G+ | G- | +/- |
| --- | --------- | - | --- | - | -- | -- | - | -- | -- | --- |
| 1   | Filipiny  | 3 | 8   | 2 | 1  | 0  | 0 | 35 | 6  | +29 |
| 2   | Mongolia  | 3 | 7   | 2 | 0  | 1  | 0 | 19 | 8  | +11 |
| 3   | Kuwejt    | 3 | 3   | 1 | 0  | 0  | 2 | 4  | 24 | -20 |
| 4   | Indonezja | 3 | 0   | 0 | 0  | 0  | 3 | 3  | 23 | -20 |

      = awans do III dywizji grupy B     = utrzymanie w Dywizji IV
Statystyki indywidualne
- Klasyfikacja strzelców:  Carl Michael Montano
  Kenwrick Sze: 6 goli[1]
- Klasyfikacja asystentów:  John Steven Füglister: 8 asyst[2]
- Klasyfikacja kanadyjska:  Manvil Billones: 12 punktów[3]
- Klasyfikacja kanadyjska obrońców:  Eishner Jigsmac Sibug: 4 punkty[4]
- Klasyfikacja +/−:  Lenard Rigel Ii Lancero: +14[5]
- Klasyfikacja skuteczności interwencji bramkarzy:  Paolo Spafford: 100,00%[6]
- Klasyfikacja średniej goli straconych na mecz bramkarzy:  Paolo Spafford: 0,00 bramki
- Klasyfikacja minut kar:  Daffa Abyan Bagaskara: 31 minut[7]

Nagrody indywidualne
Dyrektoriat turnieju wybrał trójkę najlepszych zawodników, po jednym na każdej pozycji:
- Bramkarz:  Baatarhuu Bazarvaani
- Obrońca:  Eishner Jigsmac Sibug
- Napastnik:  Ali Al-Sarraf